# The First
The First è il primo album in studio in giapponese — terzo in totale — della boy band sudcoreana Shinee. L'uscita dell'album previsto per il 23 novembre 2011 era stata rimandata al 7 dicembre 2011 in Giappone sotto la EMI Music Japan. L'album contiene tre singoli pubblicati in precedenza, Replay, Juliette e Lucifer, i quali hanno classificato tra i primi tre in Oricon classifiche.

## Tracce
Credits adattate dal sito ufficiale.
1. Lucifer (Versione giapponese) – 3:54 (testo: STY – musica: Ryan Jhun, Yoo Young Jin, Adam Kapit, Bebe Rexha)
2. Amigo (Versione giapponese) – 2:58 (testo: Shoko Fyhubayashi – musica: Jimmy Andrew Richard, Michael Edward Snyder, Gabriel Steve Lopez, Sean Alexander)
3. Juliette (Versione giapponese) – 3:26 (testo: Jonghyun, Natsumi Kobayashi (Japanese lyrics) – musica: Mikkel Remme Sigvardt, Jay Sean, Mich Hansen, Joseph Belmatti)
4. Better – 3:11 (testo: Sara Sakurai, Minho – musica: Steven Lee, Sean Alexander, Drew R. Scott)
5. To Your Heart – 3:21 (testo: Kanata Okajima, Minho – musica: Erik Lidbom, Jon Hallgren)
6. Always Love – 3:44 (testo: Natsumi Kobayashi – musica: Denzil "DR" Remedios, Ryan Jhun, Kibwe "12keyz" Luke)
7. Replay (Kimi wa Boku no Everything) (Replay (You Are My Everything)) (Versione giapponese) – 3:35 (testo: HIRO – musica: Jason Pennock, Tchaka Diallo, James Burney II, Ravaughn Nichelle Brown, Jach Kugell)
8. Start – 3:56 (testo: Sara Sakurai – musica: Josef Salimi, Drew R. Scott, Sammy Naja)
9. Love Like Oxygen (Versione giapponese) – 3:03 (testo: Natsumi Kobayashi – musica: Sigvart Mikkel Remee, Secon Lucas, Troelsen Thomas)
10. Hello (Versione giapponese) – 3:04 (testo: Natsumi Kobayashi – musica: Tim McEwan, Jess Cates, Lars Halvor Jensen)
11. The Shinee World (Versione giapponese) – 3:56 (testo: Kanata Nakamura – musica: Yoo Young Jin)
12. Seesaw – 2:41 (testo: Kanata Okajima – musica: Shaffer Smith, Chris James)
13. Stranger (Bonus track) – 3:13 (testo: Natsumi Kobayashi, Minho – musica: Kenzie)

Durata totale: 44:02
DVD
1. Japan Debut Premium Reception Digest Movie in Japan
2. Japan Debut Premium Reception Digest Movie in London
3. Jacket Shooting Sketch (Limited edition Box Speciale solo)

## Classifiche

### Oricon
| Oricon Chart         | Peak | Debut vendite                  | Totale vendite | Grafico Run | Certificazione |
| -------------------- | ---- | ------------------------------ | -------------- | ----------- | -------------- |
| Daily Albums Chart   | 3    | 38,922 (Daily) 71,666 (Weekly) | 122,585+       | 27 weeks    | RIAJ: Oro      |
| Weekly Albums Chart  | 4    | 38,922 (Daily) 71,666 (Weekly) | 122,585+       | 27 weeks    | RIAJ: Oro      |
| Monthly Albums Chart | 11   | 38,922 (Daily) 71,666 (Weekly) | 122,585+       | 27 weeks    | RIAJ: Oro      |
| Yearly Albums Chart  | 92   | 38,922 (Daily) 71,666 (Weekly) | 122,585+       | 27 weeks    | RIAJ: Oro      |

## Date di Pubblicazione
| Regione       | Data             | Formato               | Etichetta        |
| ------------- | ---------------- | --------------------- | ---------------- |
| Giappone      | 7 dicembre 2011  | CD, Download digitale | EMI Music Japan  |
| Corea del Sud | 29 febbraio 2012 | Download digitale     | SM Entertainment |